# Antonio César Fernández
Antonio César Fernández (Pozoblanco, 7 de juliol de 1946 - Burkina Faso, 15 de febrer de 2019) va ser un missioner salesià a Togo, Costa d'Ivori i Burkina Faso.
Quan tenia 16 anys va sentir la vocació salesiana i va començar el noviciat preocupat per la pobresa i la manca de sacerdots. Va ser professor de l'escola Santo Domingo Savio d'Úbeda entre el 1972 i el 1976. Entre 1988 i 1998 va ser mestre de novicis. Va ser missioner en diversos països d'Àfrica des del 1981.
El 1982 va fundar la presència salesiana a Togo, concretament a la ciutat de Lomé, on va iniciar l'escola, la parròquia, el taller i activitats del lleure amb els joves. Va continuar la seva tasca com a missioner a Costa d'Ivori, en una obra de nens del carrer que es concreta en una parròquia i un centre de joves. Després va anar a Burkina Faso, en un primer moment a la ciutat de Bobo Di-Oulasso, on hi ha un centre professional i un centre de joves. En el moment de la seva mort estava a Uagadugú, on els salesians tenen un centre de promoció femenina i fan activitats amb els nens del barri.
Va morir després de rebre tres trets el dissabte 15 de febrer a la tarda en el foc creuat d'un atac jihaidista amb una vintena de motos contra la duana de Noah, a la província de Boulgou, a 40 kilòmetres de la frontera sud de Burkina Faso. Després de celebrar una reunió a Lomé amb salesians de l'Àfrica Occidental Francòfona, estava tornant a la seva comunitat d'Ouagadougou amb altres religiosos que van poder sobreviure. A més de César, en l'atac van morir quatre o cinc funcionaris locals, segons la font.
El president del govern espanyol, Pedro Sánchez, va expressar el condol als seus familiars per la seva mort. El seu municipi natal, Pozoblanco, va decretar dos dies de dol. Pocs dies abans de morir va gravar un vídeo que va tenir àmplia difusió després de la seva mort, on explicava la seva vocació.